# 阿斯潘欧尔
阿斯潘欧尔（法語：Aspin-Aure，法語發音：[aspɛ̃ ɔʁ]）是法国上比利牛斯省的一个市镇，属于巴涅尔德比戈尔区。

## 地理
阿斯潘欧尔（42°55'56"N, 0°20'25"E）面积12.27 平方千米，位于法国奧克西塔尼大區上比利牛斯省，该省份为法国西南部内陆省份，北至热尔省，西接大西洋比利牛斯省，南与西班牙接壤，东临上加龙省。
与阿斯潘欧尔接壤的市镇（或旧市镇、城区）包括：康庞、阿罗。

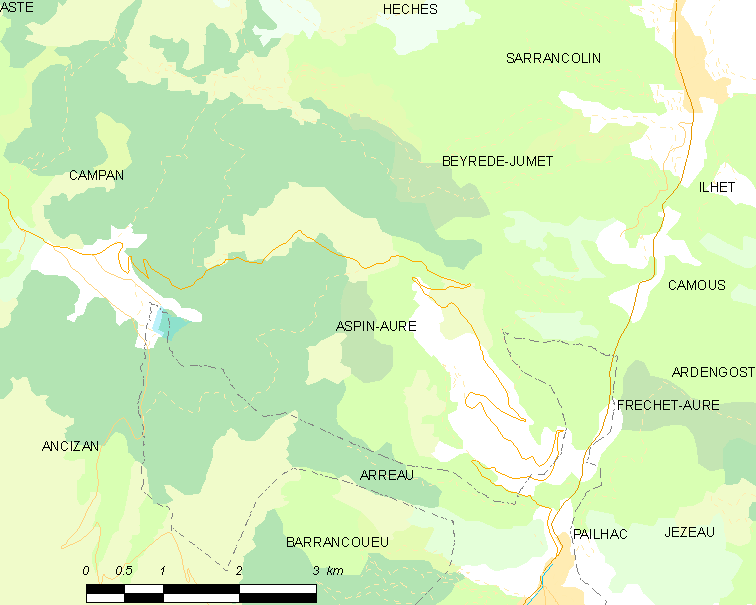
阿斯潘欧尔的OSM定位图

阿斯潘欧尔的时区为UTC+01:00、UTC+02:00（夏令时）。

## 行政
阿斯潘欧尔的邮政编码为65240，INSEE市镇编码为65039。

## 政治
阿斯潘欧尔所属的省级选区为内斯特-欧尔-卢龙县。

## 人口

1962-2008年间阿斯潘欧尔人口变化图示

阿斯潘欧尔于2022年1月1日时的人口数量为41人。